# 封开县
封开县位于中国广东省西部，是肇庆市下辖的一个县，位於廣東省西北部，是“西江走廊”經濟區域的重要組成部分又是“珠三角”與大西南的交匯點、地处粤西北边陲，毗邻广西梧州。
封开县曾是嶺南與中原地區經濟、文化交流之要地，也是嶺南土著文化的發祥地和粵語的發源地，同時也是廣東、廣西及廣州得名來源，是嶺南地區通往中原廣大地區重要的交通樞紐和絲綢之路海陸對接點。

## 历史
封开县河儿口镇附近的垌中岩出土的古人类牙齒化石距今大约148000年，比马坝人早两万年左右，是目前岭南地区发现的最早的古人类。
前112年，汉武帝设交趾刺史部，管辖岭南九郡，刺史治所设在封开，并取名为“广信”，是谓“初开粤地宜广布恩信也”。开建县最早设立于南朝宋元嘉三年（426年），由封阳县分地而置。现存的开建古城始建于明洪武初年（1368年）。隋开皇十八年（598年），梁信县改为“封川县”，为封川的起始。现存封川古城始建于明正统十四年（1450年）。
中华人民共和国成立后，沿用民国时候的建制，保留开建和封川两个县，县城分别设在南丰镇和封川城。1959年，开建县并入怀集县，县城在怀城镇。封川县和德庆县合并为德封县，县城设在德城镇。1961年，封川县和开建县合并为现在的封开县，县城设在江口镇。

## 地理

### 概况
封开县处在兩廣交界处，临近广西梧州，因此梧州也成为了封开民众采购贸易的首选。县城江口镇距梧州22公里，车程半小时。321国道和266省道岗旺线是县内两条主要的公路，其中岗旺线贯通南北，接驳县内三个大镇江口、渔涝和南丰，两条公路交于长岗镇旺村。
封开县属于丘陵地带，山地广布，城镇和村落一般分布在狭长的谷地中。山区多为林地，是省的重点林业县之一。林木以松树为主，盛产松脂。
地势大体上是北高南低，民间一般把封开由北到南分为高水片，中水片和低水片。高水片基本上就是原来的开建县，以南丰镇为中心的一带比较宽阔的谷地。高水片与中水片之间有大山相隔，阻碍了两地的交流，因此两地的民俗相差较大。而高水片的语言和其他两个地区有很大的差异，属地方方言，一般来说和怀集西部以及临近广西一带山区比较接近。中水片以渔涝为中心，分布有广泛的喀斯特地貌。低水片则是沿西江一带，包括县城江口。这两片地区说的封川话与正统的粤语接近。
封开最高点在东部与德庆县交界的七星岩顶，海拔1274米。而位于北部长安镇的谠山海拔1175米，是县里居民比较喜欢攀爬的山峰。
封开县有两条主要的河流，分别是西江和它的支流贺江。西江贯穿南部，流经县城江口，是主要的航道。不过由于水路客运已经完全被公路所取代，而货运又需求不大，因此西江的利用价值并不高。贺江则主要用来发展水利，在封开境内共建有四座水电站，分别是民华，都平，白垢和江口。水电站的建设也破坏了当地的环境和生活，水坝蓄水淹没了曾经美丽的沙滩，河水由于流速减缓而渐浊。筑坝造成通航不便而使得贺江已经不再有航运的价值。水位的升高以及水坝排洪能力差，容易引发洪水，在修筑都平电站之后，几十年未遇涝灾的南丰镇在1994年和2002年接连发生了百年一遇的特大洪水。

### 自然资源
盛产松脂，2001年被国家林业局命名为“中国松脂之乡”。全县林业面积20.5万公顷，贺江沿岸有丰富的竹林。金装镇有金砂矿，渔涝莲都一带盛产石灰岩和花岗岩。

### 气候
1月均溫11.2℃，7月均溫28.4℃，年降水量1,446毫米。冬天山区有结冰的现象。

## 語言
封開縣通用粵語，而它也是粵語的發源地。
古广信作为岭南的首府长达400年，封開縣是廣信郡的郡治. 珠江文化经汉化而形成，起源于古广信。到了唐朝，由于唐玄宗开元时宰相张九龄开通了粤北大庾岭南北通道，贺江交通水道褪去了辉煌变得相对闭塞起来。
从《切韵》得知，唐代以前，中古汉语是有浊塞音的，浊音清化是汉语各方言演变的规律之一，现代粤语及普通话是欠缺浊塞音的。然而，封开封川-罗董一带却保存了全套浊塞音，可推定其为两汉时期的古汉语的产物，为古粤语的活化石。封开北部的开建话与广西的信都话很接近，甚至能互讲，两者起源于同一语种。两汉至唐前，今南丰一带(旧属开建县)与广西贺州的信都同属封阳县，到了唐初才分出开建县并归封州管辖，由此可推断：开建话(或称南丰话)也是起源于两汉时期。现今讲开建话及信都话的人口总数很多，光讲开建话的约二十万，讲信都话的大概也有一、二十万，总加起来有三、四十万，人多有利于语种的稳定，不易于被“洋化”或“土化”。至于开建话、罗董话、信都话、封川话哪一种更为原汁原味，人口数量最多的开建话应为首选。马王堆出土的古地图所标记的“封中”应位于古封阳附近，沿贺江而下，封阳更靠近中原，人口汉化程度更高；罗董汉代属广信，属郡治县范围，罗董话带有古汉语之浊塞音，但讲罗董话的人数相对较少，从罗董镇保留较多南越语地名上看，古时为少数民族的集散地，罗董话则有被严重“土化”的可能；封川话在江口县城一带，受近代广州话的影响较大，已失古味；信都话受壮语影响较大，说什么完了以后都加个“卖-”字。从开建话与广州话的差异对比可以看出，宋代以后南雄珠玑巷南下人口对广府文化的二次汉化或入迁人口的接受粤化的份量，可以说，宋代以后更强的是入迁人口接受广府文化的粤化，广州话偏离开建话不是太远，汉时总郡治还在广信时，粤语已基本定型。

## 民间习俗

### 已经消失的習俗
「菩萨出游打醮」及「庙会炮会」（平凤镇[旧称修泰乡]仍保留着这些传统习俗，长安镇也保留每逢4年一次的跑会大型活动），曾经是各镇过年过节的必备节目，不过经历了文化大革命的破壞以及改革开放的文化冲击，加上政府大肆宣传破除迷信，这些热闹非凡的活动，风光不再，大部分庙会已经消失。
“趁墟”，1990年代之前，每到墟日，村民都集合到附近的镇裡进行交易。不过，这都已成为过去，“趁墟”，“走墟”，“逢十”（南丰话）等词汇逐渐消失，“墟日”依然有，南丰“墟日”是阳历尾数“三、六、九”，江口“墟日”是阳历尾数“二、五、八”，平凤有两个墟，分别为阳历“二、五、九”凤村墟、“四、七、十”平岗墟，只是趁墟的人们已经没有原来那么集中。

### 大洲镇民间艺术
大洲镇的民间艺术得以保存或许还要感谢它地处偏僻。民间表演有采茶戏，五马巡城舞，麒麟白马舞，春牛舞等。1996年被广东省文化厅授予“民族民间艺术之乡”，1998年被国家授予“中国民间艺术之乡”称号。

## 旅游
- 莫宣卿紀念館： 原為兩廣首名狀元莫宣卿的故居，後改建為莫宣卿紀念館，向旅客開放，莫宣卿纪念館被列為封開縣文物保護單位

- 莫氏大宗祠

- 封川古城：存有城牆，封開縣文物保護單位
- 封开国家地质公园，位于封开县东部、贺江以东大部分地区，北为西山、狼岭山，东为谠山、七星岩山，南为黄岗山、丰寿山、麒麟山及贺江，面积约1326平方公里，核心区面积117平方公里。
- 龙山风景区，曾经的封开第一旅游热点，有“封开小桂林”的美称，位于河儿口镇，以溶洞而著称，“双龙洞”和“白石岩”是景区的精髓。不过近年来已经被其它风景区取代而受到冷落。
- 大斑石，位于杏花镇，有亚洲第一大石的美誉，高191.3米，占地70公顷，仅次于澳洲的艾尔斯岩，位列世界第二。石头由于受风雨冲刷，形成了一道道自上而下的白色的纹理，黑白相间，故命名为斑石。相传民间传奇人物刘三姐曾在石头上唱山歌。斑石曾开辟为户外攀岩场所，不过被取消。省道S266从石头旁边经过，而斑石也成为了封开县的标志，多次出现在政府的宣传画中。
- 千层峰风景区，位于河儿口镇，山峰是由一叠一叠的沉积沙页岩所构成的，故有此名。
- 黑石顶自然保护区，属广东省省级自然保护区，主要保护对象为亚热带常绿阔叶季雨林，位于河儿口镇。
- 麒麟山森林公园，位于渔涝镇麒麟山上，主要由封开名优水果—麒麟李种植基地和生态公益林组成，每年大寒前后，山顶都会有壮观的挂冰景观。
- 泰新桥，位于平凤镇平岗管理区新村，始建于明代明嘉靖十二年，该桥为梁柱式廊桥，桥下部分保持了我国唐宋时期木结构梁柱或桥梁的古制，堪称南粤古桥中之奇葩，为广东省省级文物保护单位。
- 李炳辉烈士祠，位于平凤镇平岗村，李炳辉是著名的黄花岗七十二烈士之一，在黄花岗七十二烈士纪念碑上，李炳辉名列第一排第二位。李炳辉是土生土长的平凤镇平岗村人。1911年4月27日，李炳辉随黄兴率领的"先锋队"攻进两广督署衙门，与清军激战一夜，英勇顽强，冲锋在前，终因寡不敌众，最后和其他革命军人壮烈牺牲，时年仅20岁。他牺牲时虽然年仅20岁，却是一个深得国民党元老派器重的人物。
- 杨池古村，位于罗董镇境内，有“岭南第一村”的美誉，始建于明末。是近年来封开旅游的一大热点。
- 谠山，位于长安镇，海拔1175米，原名忠谠山，清《开建县志》记载：“忠谠山，周80里，层峦耸翠，岚气萦环，顶有白鹭池，广圆十里，四时不竭，古人居此，多谠直之言，故名。”

## 特产
- 杏花鸡，广东三大名鸡之一。
- 渔涝麒麟李。
- 封开砂糖桔。
- 杏花白马茶。
- 莲都山羊。
- 麒麟山矿泉水。
- 封开油栗：国家地理标志产品。
- 南丰平摊大白菜。

## 文化教育
封开县拥有自己的电视台和电台。封开电视台没有独立的频道，电视台的固定节目是晚上的封开新闻，分别在香港无线翡翠台，亚洲本港台，广东珠江台以及广州台7点-9点时段半点和整点播出，同时在翡翠台和本港台播放广告时间插播自己的广告及政府通告。封开人民广播电台从1992年5月1日正式开播，频道是FM102.4兆赫。
封开县拥有三所招收高中生源的中学，分别是江口中学、封川中学和南丰中学，一所成人高等学校，封开县广播电视大学。

## 行政区划
封开县下辖1个街道办事处、15个镇：
江口街道、江川镇、白垢镇、大洲镇、渔涝镇、河儿口镇、连都镇、杏花镇、罗董镇、长岗镇、平凤镇、南丰镇、大玉口镇、都平镇、金装镇和长安镇。

## 人口
根據第七次人口普查數據，截至2020年11月1日零時，封開縣常住人口374848人。

## 交通
- 国道： 321国道、 355国道
- 省道： 266省道
- 高速公路： 广佛肇高速、 怀阳高速

### 引用
1. ↑  国务院第七次全国人口普查领导小组办公室. . 北京市: 中国统计出版社. 2022-07. ISBN 978-7-5037-9772-9. Wikidata Q130368174 （中文）.
2. ↑  .   [2008-08-14]. （原始内容存档于2020-03-17）.
3. ↑  . 中国·国家地名信息库.